# شهرستان کراسنواوفیمسکی
شهرستان کراسنواوفیمسکی (به لاتین: Krasnoufimsky District) یک شهرستان در روسیه است که در استان سوردلوفسک واقع شده‌است.